# 扎達尼夫卡 (謝苗諾夫卡區)
51°59′12″N 32°34′5″E / 51.98667°N 32.56806°E
扎達尼夫卡（烏克蘭語：Жаданівка），是烏克蘭北部的村莊，隸屬切爾尼希夫州的諾夫霍羅德-錫韋爾斯基區。該村面積0.16平方公里，海拔高度156米，2001年人口38，人口密度每平方公里237.5人。